# ISO 20000
ISO 20000 is een standaard voor IT-servicemanagement (ITSM). De standaard is op 14 december 2005 geratificeerd.
De standaard kent twee delen, namelijk 20000-1, waarin specificaties voor certificering staan beschreven en 20000-2, de Code of Practice waarin suggesties staan voor het voldoen aan de specificaties. ISO 20000 is gebaseerd op de British Standard 15000 en nauw gerelateerd aan ISO 9001.
ISO 20000 schrijft een geïntegreerde procesbenadering voor en onderkent de volgende hoofdprocessen:
- Service Delivery Processes
- Relationship Processes
- Resolution Processes
- Release Process
- Control Processes

Daarnaast beschrijft ISO 20000:
- Requirements for a management system
- Planning and implementing new or change services
- Planning and implementing service management

Het itSMF heeft voor ISO 20000 een certificeringsschema opgesteld. In dit schema wordt beschreven wat een IT-dienstverlener moet aantonen om een ISO 20000 certificaat te krijgen. Het schema is nu eigendom van de APM Group.